# Bezvučni palatalni ploziv
Bezvučni palatalni ploziv suglasnik je koji postoji u nekim jezicima, a u međunarodnoj fonetskoj abecedi za njega se koristi simbolom [c]. Tim se simbolom ponekad koristi i za označavanje bezvučne postalveolarne afrikate.
Glas ne postoji u standardnom hrvatskom, ali postoji u čakavskom gdje se bilježi simbolom ć (vidjeti slovo ć), koji predstavlja najsličniji glas u standardnom hrvatskom, ili kombinacijom t’ (t-apostrof).
Glas se nalazi u nekim jezicima poput mađarskog (ty), latvijskog (ķ), makedonskog (ќ) itd.
Karakteristike su:
- po načinu tvorbe jest ploziv
- po mjestu tvorbe jest palatalni suglasnik
- po zvučnosti jest bezvučan.

Glas se nalazi u 12 % svih jezika zabilježenih u bazi podataka UPSID.

## Vanjske poveznice
- UCLA Phonological Segment Inventory Database (UPSID)(eng.)